# باخ (نام خانوادگی)
باخ یک نام خانوادگی آلمانی‌ست. افراد شاخص با این نام از این قرارند:
- کارل فیلیپ امانوئل باخ، آهنگساز آلمانی (پسر باخِ کبیر)
- ویلهلم فریدمان باخ، آهنگساز آلمانی (پسر باخ)
- یوهان سباستیان باخ (باخِ کبیر)، آهنگساز آلمانی
- یوهان سباستیان باخ (نقاش)، نقاش آلمانی (نوهٔ باخ)
- یوهان کریستف باخ، نوازندهٔ ارگ (بزرگ‌ترین برادرِ یوهان سباستیان باخ)
- یوهان کریستف فریدریش باخ، آهنگساز آلمانی (پسر باخ)